# Коно, Таро
Таро Коно (яп. 河野 太郎 Коно Таро, род. 10 января 1963, Хирацука, Канагава) — японский политик, министр обороны Японии с 11 сентября 2019 по 16 сентября 2020 года. Ранее занимал пост министра иностранных дел Японии (с 3 августа 2017 по 11 сентября 2019 года). В 2020—2021 годах — министр по делам административной реформы и реформы управления в кабинете Ёсихидэ Суга. Член Либерально-демократической партии.

## Биография
Отец Таро Коно — бывший президент Либерально-демократической партии и спикер Палаты представителей Ёхэй Коно. Т. Коно окончил бакалавриат Университет Кэйо и Университет Джорджтаун (1985). В США участвовал в президентской избирательной кампании сенатора Алана Крэнстона. В течение двух лет был помощником конгрессмена Ричарда Шелби. После возвращения в Японию работал в Fuji Xerox и Nippon Tanshi.
В 1996 году избран депутатом Палаты представителей Парламента Японии. С января по октябрь 2002 года — парламентский секретарь по вопросам государственного управления. В 2005—2006 годах секретарь Минюста. В 2015—2016 годах — председатель Совета безопасности Японии. В 2017—2019 годах Министр иностранных дел, с 11 сентября 2019 по 16 сентября 2020 года — Министр обороны Японии.